# Sindaebang (métro de Séoul)
Sindaebang  (en coréen : 신대방역) est une station de passage de la ligne 2 du métro de Séoul. Elle est située 1614, Nambusunhwan-ro, dans l'arrondissement de Dongjak-gu à Séoul en Corée du Sud.
Ouverte en 1984, elle est desservie par les rames omnibus qui circulent sur la ligne 2.

## Situation sur le réseau

Plan du réseau (2023)

Établie en aérien, la station Sindaebang est située sur la ligne circulaire de la ligne 2 du métro de Séoul entre les stations Complexe numérique de Guro, en direction de Hôtel de Ville, rotation dans le sens des aiguilles d'une montre, et Sillim, en direction de Hôtel de Ville, rotation dans le sens inverse des aiguilles d'une montre.

## Histoire
La station Sindaebang est mise en service le 22 mai 1984, lors de l'ouverture à l'exploitation de la section de Université nationale de Séoul à Euljiro 1(il)-ga (via Sindorim) qui marque l'achèvement de la ligne circulaire de la ligne 2 du métro de Séoul.

## Services aux voyageurs

### Accès et accueil
Établie au 1614, Nambusunhwan-ro, la station dispose de quatre accès, numérotés de 1 à 4. Des escaliers, escaliers mécaniques et ascenseurs permettent les circulations piétonnes entre les différents niveaux. Elle est notamment équipée d'automates pour l'achat de titres de transport. Les quais de la station sont équipés de portes palières.

### Desserte
Sindaebang est desservie par les rames omnibus qui circulent sur la ligne 2.

Installations
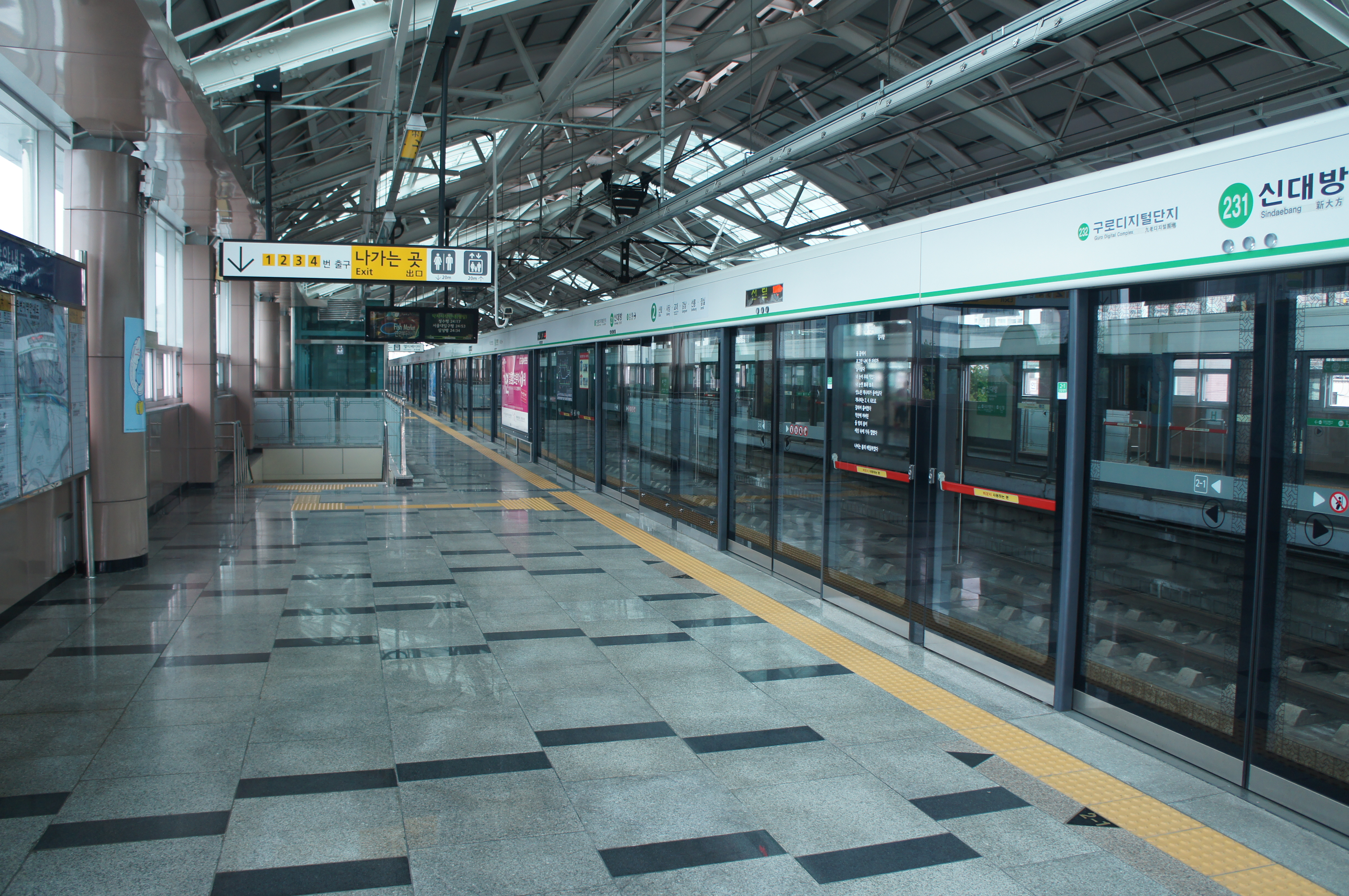
En 2013.
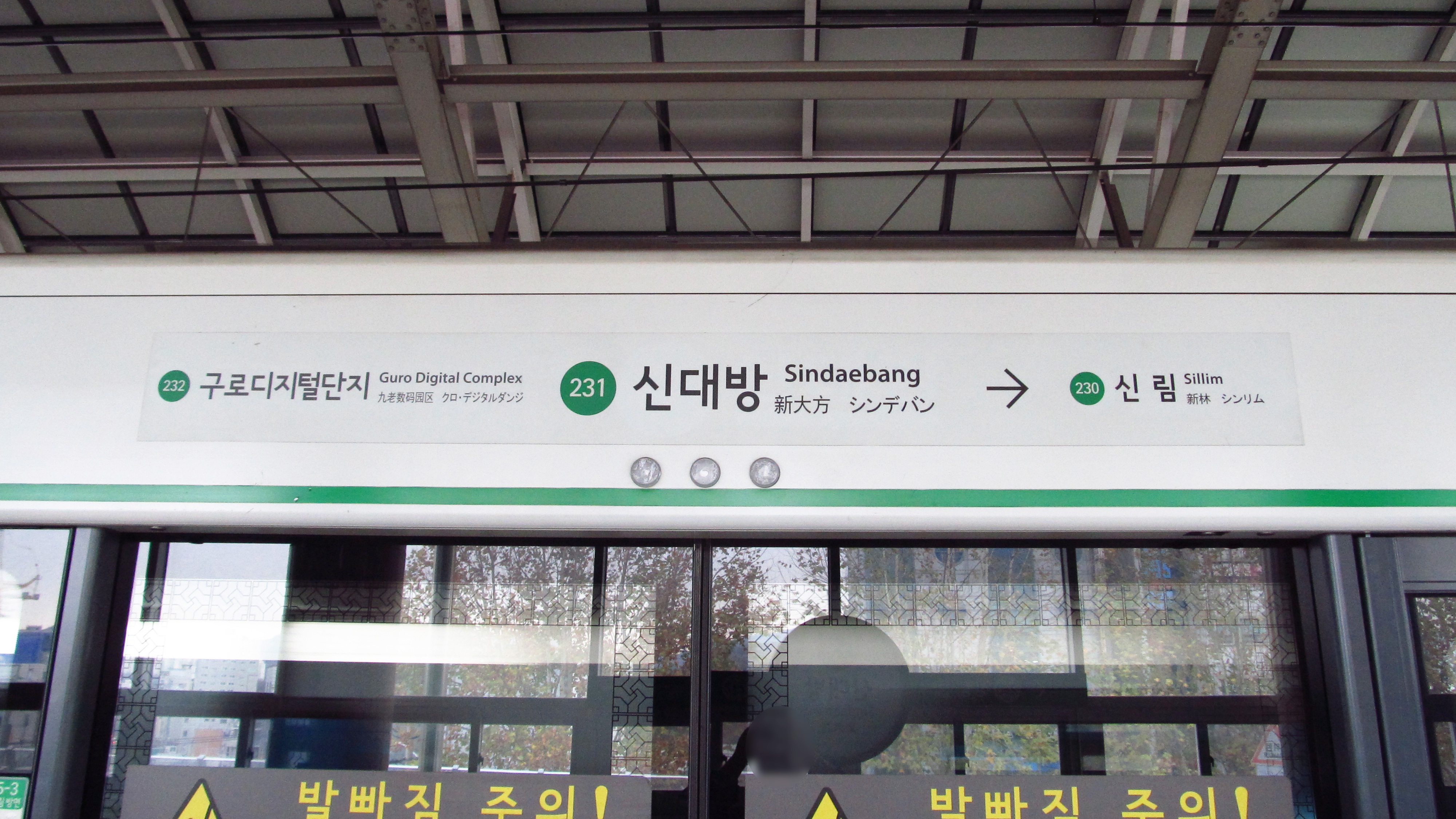
En 2018.
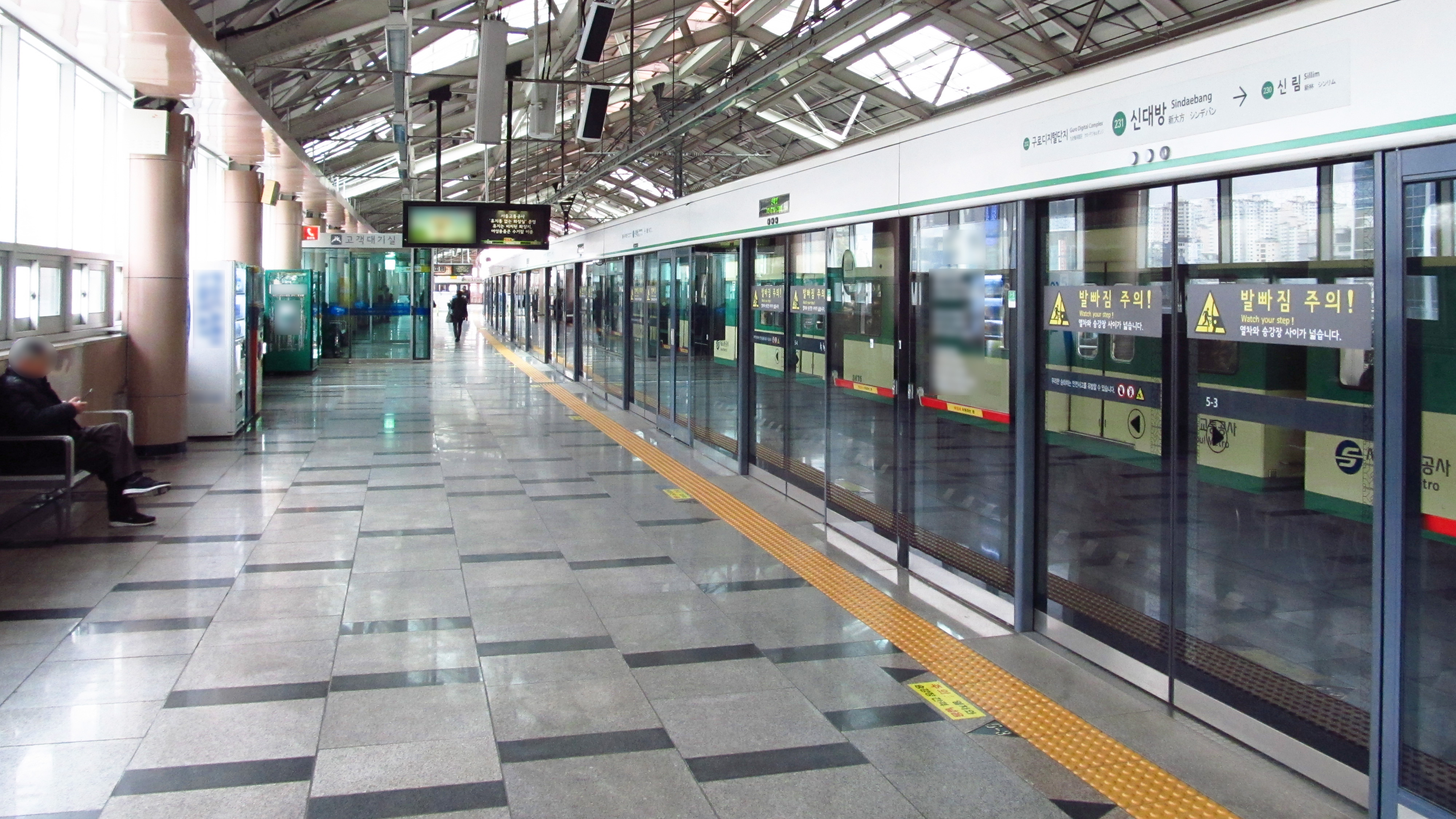
En 2018.

### Intermodalité
Des arrêts de bus urbains sont situés à proximité de certains accès.

## À proximité
On y trouve notamment : l'école supérieure internationale de théologie, l'hôpital municipal de Boramae, le marché général de Gwanak et le parc Boramae.